# 南京鼓楼医院集团仪征医院
南京鼓楼医院集团仪征医院（仪化集团公司医院），是中华人民共和国江苏省的一所医院，为二级甲等医院。該院始建于1978年，前身是中国石化仪征化纤职工医院，1991年成为南京医科大学第三附属医院，2004年完成第一次改制，续用唯一名称 “南京医科大学第三附属医院”，2012年8月，在政府及仪征化纤公司的帮助及推动下，金陵药业股份有限公司联合南京鼓楼医院收购医院，完成二次改制，加盟于南京鼓楼医院集团，成为集团紧密型成员单位，更名为“南京鼓楼医院集团仪征医院”，原“南京医科大学第三附属医院”名稱改由南京医科大学附属逸夫医院挂牌，仪征医院不再使用該名稱。該院位于仪征市胥浦镇。

## 规模
南京鼓楼医院集团仪征医院总床位300张，日门诊量254人次。